# ジョナタン・クラセ
- ジョナタン・クラッセ
- ジョナタン・クレース

ジョナタン・クラセ（Jonatan Clase, 2002年5月23日 - ）は、 ドミニカ共和国首都地区サントドミンゴ出身のプロ野球選手（外野手）。右投両打。MLBのトロント・ブルージェイズ所属。

## 経歴

### プロ入りとマリナーズ時代
2018年7月にアマチュア・フリーエージェントでシアトル・マリナーズと契約してプロ入り。
2019年、傘下のルーキー級ドミニカン・サマーリーグ・マリナーズでプロデビュー。63試合に出場して打率.300、2本塁打、22打点、31盗塁を記録した。 
2020年はCOVID-19の影響でマイナーリーグの試合が開催されなかったため、公式戦の出場は無かった。
2021年はルーキー級アリゾナリーグ・マリナーズでプレーし、14試合に出場して打率.245、2本塁打、10打点、16盗塁を記録した。
2022年はA級モデスト・ナッツでプレーし、107試合に出場して打率.267、13本塁打、49打点、55盗塁を記録した。オフの11月15日にルール・ファイブ・ドラフトでの流出を防ぐために40人枠入りした。
2023年はA+級エバレット・アクアソックスとAA級アーカンソー・トラベラーズでプレーし、2チーム合計で129試合に出場して打率.242、20本塁打、68打点、79盗塁を記録した。また、7月にはオールスター・フューチャーズゲームのアメリカンリーグ選抜に選出された。
2024年は開幕をAAA級タコマ・レイニアーズで迎えた。4月15日にメジャー初昇格し、メジャーデビューとなった同日のシンシナティ・レッズ戦にて「7番・左翼手」で先発出場すると、6回裏の第3打席でニック・マルティネスからメジャー初安打となる適時打を記録した 。

### ブルージェイズ時代
2024年7月26日にイーミ・ガルシアとのトレードでジェイコブ・シャープと共にトロント・ブルージェイズへ移籍した。

## プレースタイル
打者としては打球を右中間や左中間へと飛ばすギャップヒッターに分類され、年々長打力も増してきているが、本人は「コンタクトが最優先」と語る。また、球団内随一の走力を誇るなどスピードも武器である。

## 詳細情報

### 年度別打撃成績
| 年 度    | 球 団    | 試 合 | 打 席 | 打 数 | 得 点 | 安 打 | 二 塁 打 | 三 塁 打 | 本 塁 打 | 塁 打 | 打 点 | 盗 塁 | 盗 塁 死 | 犠 打 | 犠 飛 | 四 球 | 敬 遠 | 死 球 | 三 振 | 併 殺 打 | 打 率 | 出 塁 率 | 長 打 率 | O P S |
| -------- | -------- | ----- | ----- | ----- | ----- | ----- | -------- | -------- | -------- | ----- | ----- | ----- | -------- | ----- | ----- | ----- | ----- | ----- | ----- | -------- | ----- | -------- | -------- | ----- |
| 2024     | SEA      | 19    | 43    | 41    | 4     | 8     | 1        | 0        | 0        | 9     | 3     | 3     | 0        | 0     | 0     | 2     | 0     | 0     | 14    | 1        | .195  | .233     | .220     | .453  |
| 2024     | TOR      | 7     | 23    | 20    | 3     | 7     | 1        | 0        | 1        | 11    | 2     | 0     | 1        | 0     | 0     | 1     | 0     | 2     | 3     | 0        | .350  | .435     | .550     | .985  |
| '24計    | TOR      | 26    | 66    | 61    | 7     | 15    | 2        | 0        | 1        | 20    | 5     | 3     | 1        | 0     | 0     | 3     | 0     | 2     | 17    | 1        | .246  | .303     | .328     | .631  |
| MLB：1年 | MLB：1年 | 26    | 66    | 61    | 7     | 15    | 2        | 0        | 1        | 20    | 5     | 3     | 1        | 0     | 0     | 3     | 0     | 2     | 17    | 1        | .246  | .303     | .328     | .631  |

- 2024年度シーズン終了時

### 年度別守備成績
| 年 度 | 球 団 | 左翼（LF） | 左翼（LF） | 左翼（LF） | 左翼（LF） | 左翼（LF） | 左翼（LF） | 中堅（CF） | 中堅（CF） | 中堅（CF） | 中堅（CF） | 中堅（CF） | 中堅（CF） |
| 年 度 | 球 団 | 試 合      | 刺 殺      | 補 殺      | 失 策      | 併 殺      | 守 備 率   | 試 合      | 刺 殺      | 補 殺      | 失 策      | 併 殺      | 守 備 率   |
| ----- | ----- | ---------- | ---------- | ---------- | ---------- | ---------- | ---------- | ---------- | ---------- | ---------- | ---------- | ---------- | ---------- |
| 2024  | SEA   | 15         | 21         | 0          | 0          | 0          | 1.000      | 2          | 0          | 0          | 0          | 0          | ----       |
| 2024  | TOR   | -          | -          | -          | -          | -          | -          | 6          | 12         | 0          | 0          | 0          | 1.000      |
| '24計 | TOR   | 15         | 21         | 0          | 0          | 0          | 1.000      | 8          | 12         | 0          | 0          | 0          | 1.000      |
| MLB   | MLB   | 15         | 21         | 0          | 0          | 0          | 1.000      | 8          | 12         | 0          | 0          | 0          | 1.000      |

- 2024年度シーズン終了時

### 記録
MiLB
- オールスター・フューチャーズゲーム選出：1回（2023年）

### 背番号
- 5（2024年 - 同年途中）
- 8（2024年途中 - ）